# An-Nasir ibn Alannas ibn Hammad
Pour les articles homonymes, voir An-Nasir.
An-Nasir ibn Alannas ibn Hammad (?-1088) est un souverain issu de la dynastie hammadide, qui règne sur le Maghreb central (Algérie) de 1062 à 1088.
Il est connu pour avoir fondé la ville de Béjaïa sur le site de l'antique Saldae. Il transféra sa capitale de la Kalâa des Béni Hammad situé dans les Hauts Plateaux à Béjaia pour échapper aux attaques des tribus arabes de Béni Hillal. Le chemin emprunté alors par le souverain est connu sous le nom de Triq sultan, une route reliant les Hauts Plateaux et la ville de Béjaïa. 
C'est aussi un souverain connu pour son esprit d'ouverture comme en témoigne la chaleureuse correspondance avec le pape Grégoire VII.

## Biographie
An-Nasir ibn `Alannas ibn Hammad succède à son cousin germain Bologhine ibn Muhammad ibn Hammad qu'il a assassiné en 1062. Il prend pour vizir Abou Bakr ibn al-Foutouh et attribue des gouvernements à ses frères : un à Miliana, un dans la Hamza, un à N'Gaous ville dont Al-Muizz ben Badis avait détruits les murs, et Belbar reçoit le gouvernement de la ville de Constantine. Ses fils se voient aussi attribuer des gouvernements : Youssouf à Achir et Abd Allah à Alger.
Il reçoit l'allégeance de Hammou ben Malîl gouverneur de Sfax installé par les Hilaliens. Les habitants de Castilia (Tozeur) font aussi leur soumission en envoyant une délégation qui rentre comblée de cadeaux et accompagnée d'un nouveau gouverneur. Les populations de Kairouan et de Tunis font aussi leur soumission. En revanche la ville de Biskra ne reconnaissait plus aucune autorité, An-Nasir envoie l'ancien vizir de Bologhine prendre la ville. Il ramène à Al-Qala`a (Kalâa des Béni Hammad) des notable faits prisonniers, ceux-ci sont exécutés et crucifiés par An-Nasir. Le vainqueur de Biskra ne profite pas longtemps de sa victoire : il est accusé d'avoir dit préférer un frère de Bologhine plutôt qu'An-Nasir comme successeur. An-Nasir le fait exécuter.
Une guerre éclate entre les Arabes hilaliens. An-Nasir est sollicité par la tribu des Athbadj pour lutter contre une tribu adverse des Banu Riyah qui reçoivent des armes de Tamim sultan ziride de Mahdia. An-Nasir rassemble une armée de Sanhadja et de Zénata, il occupe Laribus et livre bataille près de Sbiba. Au début du combat, les Zénata font défection el An-Nasir subit une défaite qui le contraint à se réfugier dans Constantine (1065). Il ne revient à Al-Qala`a qu'avec quelques centaines d'hommes. Dans cette bataille, il perd son frère et son trésor. An-Nasir signe un traité de paix négocié par son vizir. Quelque temps après An-Nasir fait exécuter ce vizir sous le prétexte qu'il aurait agi dans l'intérêt de ses adversaires les Badicides,. Malgré cet échec, An-Nasir reprend le combat avec les Athbadj contre les Zirides (1067). Il remporte des succès sans lendemain car il ne peut pas contrôler les territoires conquis. La lutte dure ainsi dix années. En 1077, An-Nasir fait la paix avec les Zirides et Tamim lui donne sa fille en mariage.
En 1067, An-Nasir s'empare de la région de Saldae actuelle (ville de Béjaïa), qui porte le nom de la tribu qui l'habite. Il y fonde la ville de Nacéria mais que tous vont l'appeler Béjaïa. Il y a fait construire le « palais de la perle ». Il exempte les habitants de l'impôt (kharadj) et s'y installe en 1068. Ce déplacement de la capitale des Hammadites ne sera achevé que pendant le règne de son fils Al-Mansur. Ce changement de capitale est motivé par les mêmes raisons qui ont provoqué le déplacement de la capitales des Zirides de Kairouan vers Mehdia quelques années plus tôt : c'est l'insécurité provoquée par les bandes arabes qui dévastent la région.
En 1075, un chef zénata nommé Ibn Khazrun se rend à Tripoli et soutenu par les arabe Banu `Adî installés dans la région, il s'empare de M'Sila et Achir. An-Nasir riposte et parvient à l'obliger à se réfugier dans le désert. An-Nasir semble vouloir un apaisement en leur concédant le Zab. En réalité il prépare un piège ; le gouverneur de Biskra, prévenu de leur arrivée, vient à leur rencontre et les reçoit avec cérémonie. Le lendemain, pendant le festin, ses serviteurs poignardent les convives. La tête d'Ibn Khazrun est envoyée à An-Nasir qui la fait exposer à Bejaïa, son corps est crucifié à Al-Qala`a pour servir d'exemple.
Averti par les habitants du Zab que les Ghomaras et les Maghraouas venaient de se joindre aux Arabes de la tribu d'Athbedj afin d'envahir cette province, An-Nasir envoie à leur secours un corps d'armée commandé par son fils Al-Mansur. Ce prince détruisit Oughellan, puis s'empare de Ouargla où il installe un nouveau gouverneur.
An-Nasir va réprimer la tribu Zénata des Beni Toudjîn, qui avait aidé une tribu arabe à dévaster le pays. Il fait prisonniers tous les chefs de cette tribu et de ses alliés arabes, il leur fait couper les mains et les pieds et les laisse mourir.
An-Nasir meurt en 1088, son fils Al-Mansur lui succède.

### Héritage
Sous son règne la dynastie hammadite atteint son apogée et confirme sa suprématie sur les Zirides. L'invasion des Arabes hilaliens a miné la puissance ziride, An-Nasir en a profité pour agrandir son royaume.